# Krivaja (Republika Serbska)
Krivaja (cyr. Криваја) – wieś w Bośni i Hercegowinie, w Republice Serbskiej, w mieście Prijedor. W 2013 roku liczyła 603 mieszkańców.